# Nicola Brienza
Nicola Brienza (Cantù, 25 gennaio 1980) è un allenatore di pallacanestro italiano, head coach della Pallacanestro Cantù.

## Carriera

### Giocatore
Canturino, compie tutta la trafila delle giovanili nella Pallacanestro Cantù, arrivando a vincere due scudetti nella categoria Under-17 nella squadra allenata da Stefano Sacripanti.

### Allenatore

#### Pallacanestro Cantù
Dopo un serio infortunio al ginocchio che lo costringe a lasciare il basket giocato, dal 1999 comincia giovanissimo la sua carriera di allenatore guidando tutte le categorie giovanili del club brianzolo.
A partire dalla stagione 2004-05 comincia la sua esperienza nella prima squadra della Pallacanestro Cantù come assistente di Stefano Sacripanti, raggiungendo due volte i play-off in campionato ed esordendo in Uleb Cup e raggiungendo la seconda fase in Fiba EuroCup nel 2006.
Dalla stagione 2007-08 è assistente di Luca Dalmonte, sotto la guida del quale vengono raggiunti ancora una volta i play-off scudetto.
A partire dalla stagione 2009-10 viene confermato come assistente del neo-allenatore Andrea Trinchieri, con il quale raggiunge subito le semifinali scudetto. La stagione successiva il bilancio è ancora migliore, con il raggiungimento delle finali dei play-off e di Coppa Italia e la partecipazione alla regular season di Eurocup, ma è nella stagione 2011-2012 che avviene il vero salto di qualità: ancora finale di Coppa Italia e di Supercoppa Italiana, ma soprattutto le Top16 di Eurolega, dopo le vittorie contro l'Olympiakos e il Maccabi Tel Aviv. Nella stagione successiva, l'ultima sotto la guida di coach Trincheri, la Pallacanestro Cantù raggiunge ancora le semifinali play-off e gioca una buona regular season di Eurolega battendo il Real Madrid e il Fenerbahçe, ma soprattutto vince la finale di Supercoppa Italiana contro Siena.
Nella stagione 2013-14, con il ritorno di Stefano Sacripanti è confermato come vice-allenatore. In due stagioni la Pallacanestro Cantù raggiunge due volte i play-off scudetto e gioca due ottime Eurocup, raggiungendo gli ottavi di finale nel 2015.
La stagione 2015-16 è l'ultima come vice-allenatore della Pallacanestro Cantù. Dopo un avvio difficile sotto la guida di Fabio Corbani e la cessione della società al magnate russo Dmitrij Gerasimenko, esordisce al Pianella come head-coach nel difficile match contro l'Aquila Basket Trento futura semi-finalista di Eurocup, superando i rivali 87-77, prima di lasciare le chiavi della squadra al coach russo Sergej Bazarevič, rimanendo comunque come vice fino a fine stagione.

#### Lugano Tigers
All'inizio della stagione 2016-17 si trasferisce nella Lega Nazionale A, prima divisione del basket svizzero, come head-coach alla guida dei Lugano Tigers. I Tigers chiudono il campionato in terza posizione in campionato qualificandosi per i play-off. Dopo aver superato nei quarti di finale affrontano la compagine degli Starwings Basket Regio Basel per 3-0, affrontano in semi-finale i futuri campioni del B.B.C. Monthey perdendo la serie per 3-2 a causa di un buzzer beater a 0,4 secondi dal termine in gara 4.

#### Pallacanestro Cantù
Nella stagione 2018-19 torna a Cantù come vice. Il 30 gennaio 2019 la Pallacanestro Cantù affida a Brienza la guida della squadra dopo le dimissioni di Pashutin. Il secondo esordio col club brianzolo avviene il 3 febbraio 2019: Brienza ottiene la vittoria casalinga contro Cremona per 82-66. Nelle 13 partite disputate sotto la sua guida ottiene 9 vittorie, miglior record del campionato, trascinando la squadra dal fondo della classifica al settimo posto in coabitazione al termine del girone di ritorno, senza però riuscire a partecipare ai play-off a causa del record negativo negli scontri diretti con le pari classificate.

#### Aquila Basket Trento

##### 2019-2020
Il 10 giugno 2019 l'Aquila Trento ufficializza il suo ingaggio come head coach al posto di Maurizio Buscaglia. Nella stagione 2019-2020 l'Aquila Trento si qualifica per le Top 16 di Eurocup dopo aver sconfitto squadre come Unicaja Malaga, Buducnost e Galatasary e si trova in settima posizione in campionato quando viene sospeso a causa della Pandemia di COVID-19.

##### 2020-2021
La stagione 2020-2021 vede l'Aquila Trento qualificarsi per il secondo anno consecutivo alle Top 16 di Eurocup dopo aver vinto le prime 6 gare del girone, comprese gare contro Promitheas Patrasso e Nanterre. Nonostante ciò il 31 gennaio viene sollevato dall'incarico di head coach dopo 6 sconfitte di fila in campionato, con la squadra in undicesima posizione e ancora in corsa per le Final 8 di Eurocup dopo aver superato anche il Lokomotiv Kuban.

#### Pistoia Basket 2000

##### 2021-2022
Il 26 giugno 2021 Pistoia Basket 2000 ufficializza il suo ingaggio come head coach per le due stagioni successive. Il 26 settembre 2021, al termine delle Final 8, Pistoia vince la Supercoppa LNP, dopo aver sconfitto in finale la Blu Basket Treviglio con un punteggio di 76-70. Pistoia si rende subito protagonista di un eccellente campionato, raggiungendo prima la Coppa Italia LNP 2022 e in seguito il terzo posto nel girone verde della Serie A2 2021-2022, qualificandosi per i play-off e venendo sconfitta solo alla Gara 5 della semifinale dalla Scaligera Verona che sarà poi promossa la termine del campionato.

##### 2022-2023
Nella stagione successiva Pistoia Basket 2000 si qualifica di nuovo per la Coppa Italia LNP 2023 e raggiunge il secondo posto nel girone rosso della Serie A2 2022-2023 a pari merito con Cento; si rende poi protagonista di una fantastica cavalcata ai playoff sconfiggendo nell'ordine UCC Piacenza, Pallacanestro Cantù al termine di cinque gare emozionanti ribaltando il fattore campo e prevalendo infine sulla Reale Mutua Torino per 3 a 1, guadagnando così l'accesso alla Serie A.

##### 2023-2024
Nella stagione seguente Pistoia Basket 2000 partecipa al Campionato di serie A 2023-2024, pur partendo come principale candidata alla retrocessione nei power ranking di inizio stagione. Nonostante ciò, la stagione si rivela ancora una volta esaltante: a febbraio Pistoia si qualifica per le Final 8 di Coppa Italia e a fine stagione raggiunge uno storico sesto posto in campionato, qualificandosi così per i play-off dove viene sconfitta dalla Pallacanestro Brescia. Al termine della regular season, Nicola vince il Sandro Gamba Trophy venendo eletto miglior allenatore della stagione.

#### Pallacanestro Cantù

##### 2024-2025
Il 20 giugno 2024 torna alla Pallacanestro Cantù firmando un contratto pluriennale. 
Il 13 giugno 2025 centra la promozione e trascina, dopo una partita al cardiopalmo in gara 3 di finale play off con il Rimini, la Pallacanestro Cantù in massima serie. 

## Palmarès

### Club
- Supercoppa LNP: 1

Pistoia: 2021
- Coppa Italia LNP: 1

Pallacanestro Cantù: 2025

### Individuale
- Miglior Allenatore Lega Basket Serie A FIP: 1

Pistoia: 2023-2024
- Migliore allenatore della Coppa Italia Lega Nazionale Pallacanestro: 1

Cantù: 2025
- Coach of the Year Serie A2: 1

Cantù 2024-25